# Carl Fredrik Bouck

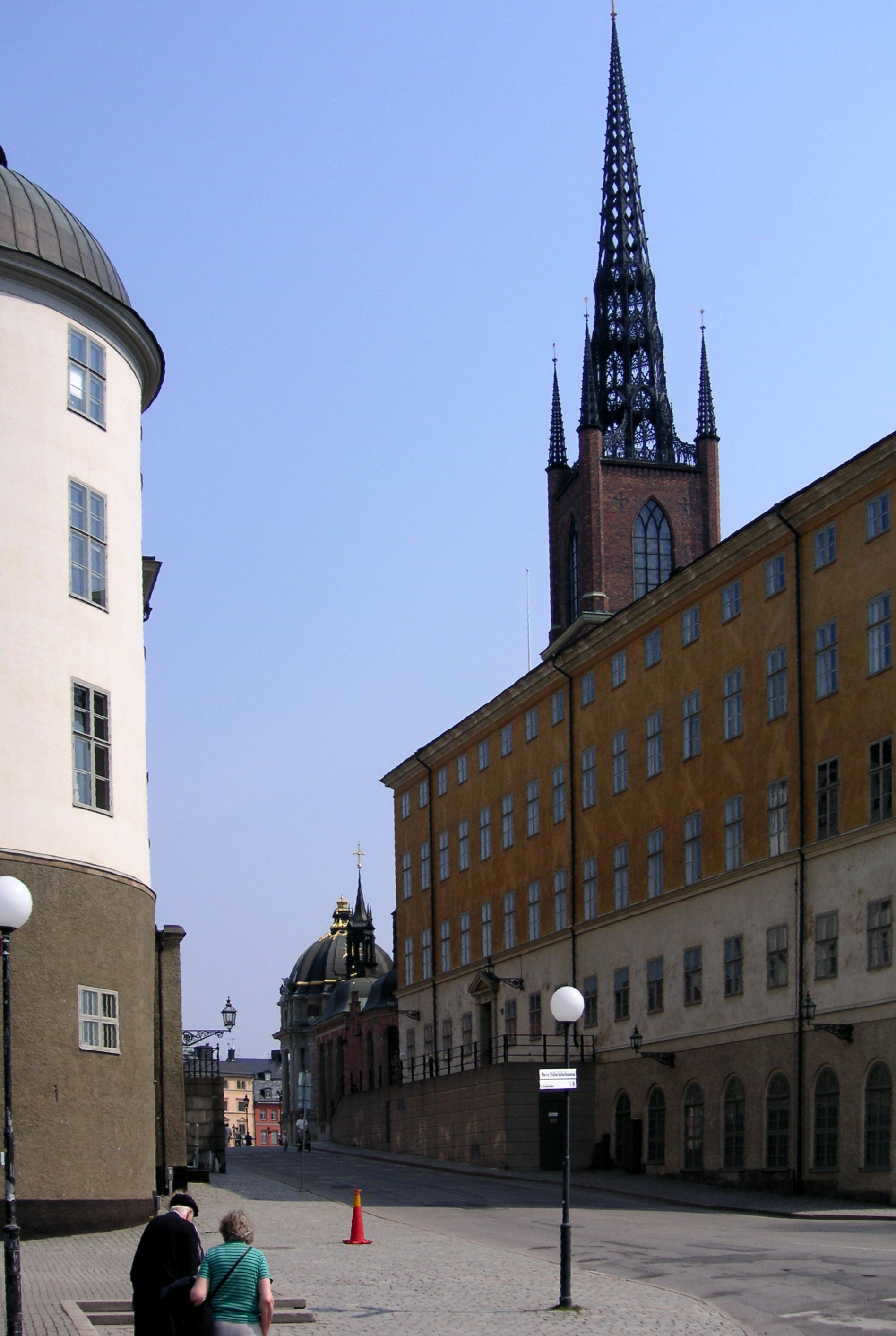
Bouck var byggledare vid uppförandet av Kammarrättens hus på Riddarholmen, 1804-1806.

Carl Fredrik Bouck, född 1759, död 17 september 1815, var en svensk skeppsbyggmästare, "constructionscapitän", och lärare i skeppsbyggeri vid Krigsakademien 1793-1799.
Bouck var Överståthållarämbetets arkitekt i Stockholm från 12 juli 1792, där han medverkade i underhåll av och byggnadsprojekt för statliga fastigheter. Hans arbetsrum mellan 1795 och 1805 var i Överståthållarämbetets kanslivåning, i Sparreska palatset på Riddarholmen. Efter branden 1802 blev han involverat i återuppbyggnaden av skadade byggnader och omdaningen av Riddarholmen. 
Carl Fredrik Bouck blev ledamot av Kungliga Vetenskapsakademien 1798 och var dess preses från 1802. Bouck invaldes även som ledamot nr. 156 av Kungliga Musikaliska Akademien den 8 april 1795 och blev ledamot av "Andra Classen" 1814. Han var gift med Ulrica Bouck.

## Verk i urval
- Kammarrättens hus